# Cyrtodactylus medioclivus
Espèce
Cyrtodactylus medioclivus est une espèce de geckos de la famille des Gekkonidae.

## Répartition
Cette espèce est endémique de la province des Hautes-Terres méridionales en Papouasie-Nouvelle-Guinée.

## Publication originale
- Oliver, Richards & Sistrom, 2012 : Phylogeny and systematics of Melanesia’s most diverse gecko lineage (Cyrtodactylus, Gekkonidae, Squamata). Zoologica Scripta, vol. 41, n. 5, p. 437–454.